# اورتاکوی (فکه)
اورتاکوی (به ترکی استانبولی: Ortaköy) یک منطقهٔ مسکونی در ترکیه است که در فکه، ترکیه واقع شده‌است.